# Рассвет (Владимирская область)
Рассвет — деревня в Гороховецком районе Владимирской области России, входит в состав Фоминского сельского поселения.

## География
Деревня расположена в 3 км на юго-запад от центра поселения села Фоминки и в 40 км на юго-запад от Гороховца.

## История
По писцовым книгам 1628 года сельцо Огрызково значилось вотчиной Н.Н. Новокщенова, в нём был двор вотчинников и 11 дворов крестьянских. В окладных книгах Рязанской епархии 1678 года деревня Огрызково входила в состав Ростригинского прихода, в ней было 20 дворов крестьянских.
В XIX — первой четверти XX века деревня называлась Огрызково и входила в состав Фоминской волости Гороховецкого уезда, с 1926 года — в составе Муромского уезда. В 1859 году в деревне числилось 40 дворов, в 1905 году — 79 дворов, в 1926 году — 112 дворов.
С 1929 года деревня являлась центром Огрызковского сельсовета Фоминского района Горьковского края, с 1940 года — в составе Фоминского сельсовета, с 1944 года — в составе Владимирской области, с 1959 года — в составе Гороховецкого района, с 2005 года — в составе Фоминского сельского поселения.
В 1966 году деревня Огрызково переименована в деревню Рассвет.

## Население
| 1859 | 1905 | 1926 | 2002 | 2010 | 2021 |
| ---- | ---- | ---- | ---- | ---- | ---- |
| 318  | ↗478 | ↘465 | ↘75  | ↘43  | ↗49  |